# World Football Challenge 2012
El World Football Challenge 2012 fue la tercera edición del World Football Challenge, la cual se celebró del 18 de julio al 11 de agosto de 2012 en Estados Unidos y Canadá. 
Esta edición, contó con 11 clubes participantes de 8 países diferentes. Todos los equipos participantes provienen de Europa y de América del Norte. El Real Madrid C. F. fue el único club en formar parte de la competición en forma consecutiva, al haber participado en la edición de 2011. El torneo contó por primera vez con la participación de un equipo de la Ligue 1, máxima competición futbolística de Francia. 
Los clubes norteamericanos que formaron parte de la competición fueron el Santos Laguna (México); el Seattle Sounders, Los Ángeles Galaxy, y el D.C. United (Estados Unidos); y el Toronto F.C. (Canadá). Junto a ellos compitieron seis clubes europeos, cuatro de ellos campeones en distintas competiciones la temporada anterior: el Real Madrid (campeón de la Primera División de España 2011-12 (España), el Chelsea F.C. (campeón de la FA Cup 2011-12) y de la Liga de Campeones 2010-11), y el Liverpool F.C. (campeón de la League Cup 2011-12) (Reino Unido), y el Celtic Glasgow (campeón de la Scotish Premier League 2011-12) (Escocia).
El Real Madrid ganó el campeonato por segunda vez consecutiva. En las dos ediciones que ha participado este equipo español ha ganado todos sus partidos, recibiendo 22 puntos con el sistema de puntaje del torneo que se explica a continuación. En esta edición de 2012 el subcampeón fue el Chelsea -con 8 puntos- y el tercero el AC Milan, que obtuvo 5 puntos.

## Diseño de la competición
Las reglas de esta edición difieren de la edición anterior debido a la gran cantidad de equipos participantes.

### Reglas de los partidos
Las reglas siguen el criterio estándar, salvo con algunas excepciones:
- Si el partido no se define en los 90 minutos reglamentarios, se determinará un ganador por el uso de la definición desde el punto penal. Puntos no serán otorgados a los goles anotados desde el punto penal al final del tiempo regular.
- Las amonestaciones o expulsiones no contarán en los subsecuentes partidos jugados excepto cuando un jugador es expulsado por una conducta violenta, una falta seria, o dos tarjetas amarillas en un mismo partido, en cuyo caso el jugador no podrá jugar el próximo encuentro de este evento.
- Veinticinco jugadores deben ser incluidos en la plantilla para cada partido (sujeto a cambio dependiendo del récord disciplinario del equipo) once jugadores titulares y catorce suplentes. Once de los suplentes podrán tomar el lugar de jugadores en la cancha en cualquier momento durante el partido en vez de que sean solamente tres.

### Puntaje
El evento se disputó en un formato de tabla general y los equipos sumaron puntos de la siguiente forma:
- Tres puntos por una victoria en tiempo regular.
- Dos puntos por una victoria en la definición desde el punto penal.
- Un punto por una derrota en la definición de tiros desde el punto penal.
- Cero puntos por cada derrota en el tiempo regular.
- Un punto por cada gol anotado durante el tiempo regular (hasta 3 goles).

### Criterios de desempate
Si dos o más equipos quedan empatados en puntos al finalizar el torneo, los criterios de desempate seguirán el siguiente orden:
- 1: Diferencia de goles en el tiempo regular.
- 2: Mayor cantidad de goles a favor en el tiempo regular.
- 3: Menor cantidad de goles en contra en el tiempo regular.
- 4: Mayor cantidad de goles anotados en el tiempo regular en un partido.
- 5: Sorteo.

## Equipos participantes
- Los siguientes equipos son los participantes del torneo.[1][2]

| Equipo              | Ciudad                  | Federación | Campeonato              | Notas                                              |
| ------------------- | ----------------------- | ---------- | ----------------------- | -------------------------------------------------- |
| Real Madrid         | Madrid, España          | UEFA       | Liga BBVA               | Liga BBVA 2011-12 Campeón                          |
| Chelsea FC          | Londres, Inglaterra     | UEFA       | Barclays Premier League | Champions League 2011-12 y FA Cup 2011-12 Vencedor |
| Liverpool FC        | Liverpool, Inglaterra   | UEFA       | Barclays Premier League | League Cup 2011-12 Vencedor                        |
| A.C. Milan          | Milán, Italia           | UEFA       | Serie A Tim             | Serie A Tim 2011-12 Subcampeón                     |
| Paris Saint-Germain | París, Francia          | UEFA       | Ligue 1                 | Ligue 1 2011/12 Subcampeón                         |
| Celtic FC           | Glasgow, Escocia        | UEFA       | Scottish Premier League | Scottish Premier League 2011-12 Campeón            |
| Los Angeles Galaxy  | Los Ángeles, California | CONCACAF   | Major League Soccer     | MLS Supporters' Shield 2011 Campeón                |
| Seattle Sounders    | Seattle, Washington     | CONCACAF   | Major League Soccer     | U.S. Open Cup 2011 Vencedor                        |
| D.C. United         | Washington, Columbia    | CONCACAF   | Major League Soccer     | MLS Cup Más títulos (4)                            |
| Toronto FC          | Toronto, Canadá         | CONCACAF   | Major League Soccer     | Canadian Championship 2012 Campeón                 |
| Santos Laguna       | Torreón, México         | CONCACAF   | Primera División        | Torneo Clausura 2012 Campeón                       |

## Sedes
| CenturyLink Field  | Rogers Centre      | Yankee Stadium     | Sun Life Stadium        |
| Capacidad : 67 000 | Capacidad : 49 808 | Capacidad : 52 325 | Capacidad : 74 918      |
|                    |                    |                    |                         |
| RFK Stadium        | Home Depot Center  | Sam Boyd Stadium   | Lincoln Financial Field |
| Capacidad : 56 692 | Capacidad : 27 000 | Capacidad : 36 800 | Capacidad : 67 594      |
|                    |                    |                    |                         |

## Tabla de posiciones y partidos
Pts. = Puntos; PJ = Partidos Jugados; PG = Partidos Ganados; PE = Partidos Empatados; PP = Partidos Perdidos; GF = Goles a Favor; GC = Goles en Contra; Dif. = Diferencia de Goles
| Equipo                | PJ | PG | PE | PP | GF | GC | Dif. | Pts. |
| --------------------- | -- | -- | -- | -- | -- | -- | ---- | ---- |
| Real Madrid C. F.     | 4  | 4  | 0  | 0  | 14 | 3  | +11  | 22   |
| Chelsea F.C.          | 3  | 1  | 1  | 1  | 5  | 4  | +1   | 8    |
| A.C. Milan            | 2  | 1  | 0  | 1  | 2  | 5  | -3   | 5    |
| París Saint-Germain   | 2  | 0  | 2  | 0  | 2  | 2  | 0    | 4    |
| Liverpool F.C.        | 1  | 0  | 1  | 0  | 1  | 1  | 0    | 2    |
| Toronto F.C.          | 1  | 0  | 1  | 0  | 1  | 1  | 0    | 2    |
| D.C. United           | 1  | 0  | 1  | 0  | 1  | 1  | 0    | 2    |
| Seattle Sounders F.C. | 1  | 0  | 0  | 1  | 2  | 4  | -2   | 2    |
| Santos Laguna         | 1  | 0  | 0  | 1  | 1  | 2  | -1   | 1    |
| Los Angeles Galaxy    | 1  | 0  | 0  | 1  | 1  | 5  | -4   | 1    |
| Celtic F.C.           | 1  | 0  | 0  | 1  | 0  | 2  | -2   | 0    |

- Seattle Sounders FC 2-4 Chelsea

(Goles Seattle: Montero 14', 32'; Goles Chelsea: Lukaku 3', 44', Hazard 11', Marin 40')
- Toronto FC 1-1 Liverpool

(Goles Toronto: Amarikwa 58'; Liverpool Morgan 69')
- Chelsea 1-1 Paris Saint-Germain

(Goles Chelsea: Piazón 82'; Goles Paris Saint-Germain: Nené 30')
- Chelsea 0-1 AC Milan

(Goles Milan: Emanuelson 68')
- DC United 1-1 Paris Saint-Germain

(Goles DC United: Dwayne de Rosario de penal 33'; Goles Paris Saint-Germain: Ibrahimović a los 3')
- Los Ángeles Galaxy 1-5 Real Madrid

(Goles L. Á. Galaxy: Lópes 23'; Goles Real Madrid: Higuaín 2', Di María 11, Callejón 36, Morata 49', Jesé 84')
- Real Madrid 2-1 Santos Laguna

(Goles Real Madrid: Xabi Alonso 14', Khedira 72'; Goles Santos Laguna: Suárez 25')
- Real Madrid 5-1 AC Milan

(Goles Real Madrid: Di María 24', C. Ronaldo 59' y 66', Sergio Ramos 81', Callejón 89'; Goles AC Milan: Robinho 33')
- Real Madrid 2-0 Celtic Glasgow

(Goles Real Madrid: Callejón 22', Benzema 67')
| Spain                              |
| Campeón Real Madrid C.F. 2º título |

## Goleadores
| Jugador           | Equipo            | Goles |
| ----------------- | ----------------- | ----- |
| José Callejón     | Real Madrid C.F.  | 3     |
| Cristiano Ronaldo | Real Madrid C. F. | 2     |
| Ángel Di María    | Real Madrid C. F. | 2     |
| Romelu Lukaku     | Chelsea F.C.      | 2     |
| Fredy Montero     | Seattle Sounders  | 2     |

## Asistencias
| Jugador         | Equipo            | Asistencias |
| --------------- | ----------------- | ----------- |
| Kaká            | Real Madrid C.F.  | 3           |
| Mesut Özil      | Real Madrid C. F. | 2           |
| Gonzalo Higuaín | Real Madrid C. F. | 2           |
| Josh McEachran  | Chelsea F.C.      | 2           |

| Predecesor: 2011 | World Football Challenge 2012 | Sucesor: 2013 |